# Tifanny Pereira de Abreu
Tifanny Pereira de Abreu (ur. jako Rodrigo Pereira de Abreu 29 października 1984 w Paraíso do Tocantins) – brazylijska siatkarka, grająca na pozycji przyjmującej i atakującej. Była pierwszą transkobietą grającą w brazylijskiej Superlidze siatkarek.

## Życiorys
Zanim wystartowała w rozgrywkach kobiecych, rywalizowała jako mężczyzna w Superlidze A i B w Brazylii, a także w innych mistrzostwach w ligach Indonezji, Portugalii, Hiszpanii, Francji, Holandii i Belgii. W 2012 zdecydowała się na tranzycję płciową, rozpoczęła terapię hormonalną, przeszła operację korekty płci oraz operację feminizacji twarzy. W 2017 roku otrzymała zgodę Międzynarodowej Federacji Piłki Siatkowej na startowanie w ligach kobiecych. Jej pierwszym klubem po tranzycji został włoski klub z Serie A2 Golem Software Palmi.
W 2018 r. kandydowała z listy Brazylijskiego Ruchu Demokratycznego.
Z okazji 50. rocznicy pierwszej parady LGBTQ w czerwcu 2020 roku, magazyn Queerty umieścił ją wśród pięćdziesięciu bohaterów „prowadzących kraj w kierunku równości, akceptacji i godności dla wszystkich ludzi”.

### Życie prywatne
Jest obecnie żoną piłkarza Victora Emmanoela Metza.

### Sukcesy klubowe
Mistrzostwo Brazylii:
- 2025[9]
- 2023[10]

Puchar Brazylii:
- 2025[11]

## Kariera siatkarska jako Rodrigo Pereira de Abreu
| Lata                      | Kluby                      | Liga                            |
| ------------------------- | -------------------------- | ------------------------------- |
| –2008                     | Uniamérica Foz de Iguazú   | Superliga                       |
| 2008–2009                 | Esmoriz Ginásio Clube      | I Divisão                       |
| 2009–2010                 | CV Caravaca Año Santo 2010 | Superliga de Voleibol Masculina |
| 2010–2010 (do 12.2010)    | Paris Volley               | Ligue A                         |
| 2010–2011 (od 28.12.2010) | CV Caravaca Año Santo 2010 | Superliga de Voleibol Masculina |
| 2011–2011 (od 03.2011)    | Asnières Volley 92         | Ligue B                         |
| 2011–2012                 | Club Cajasol Juvasa        | Superliga 2                     |
| 2012–2013                 | Soleco Herk-De-Stad        | Ethias Volley League            |
| 2013–2014                 | JTV Dero Zele-Berlare      | Liga B                          |

Poziom rozgrywek:
     najwyższy ogólnokrajowy
     drugi
     trzeci
     czwarty